# Loïc Van Doren
Loïc Van Doren (Edegem, 14 september 1996) is een Belgische hockeyer.

## Levensloop
Van Doren begon zijn carrière bij de KHC Dragons. In 2018 ruilde hij deze club voor HC Den Bosch. In 2021 kondigde hij zijn terugkeer naar KHC Dragons aan. Daarnaast is hij tweede keeper bij het Belgische hockeyploeg.
Hij is de jongere broer van Arthur Van Doren.